# Димитрий (Вербицкий)
Архиепи́скоп Дими́трий (в миру Макси́м Андре́евич Верби́цкий; 4 (16) августа 1869, село Броварки, Гадячский уезд, Полтавская губерния — 1 февраля 1932, Киев) — епископ Русской православной церкви, архиепископ Киевский.

## Биография
Первоначальное образование получил в Роменском духовном училище. Затем учился в Полтавской духовной семинарии, которую окончил в 1889 году.
В том же году назначен народным учителем в Пекаровской земской школе.
С 1890 года служил священником в селе Ольшанка, и с 1891 года — в селе Войтовцах Полтавской губернии.
Его жена, Елизавета Потаповна Базилевская, умерла от вторых родов 3 февраля 1893 года. В том же году вышел за штат.
В 1895 году поступил в Киевскую духовную академию.
В 1896 году, учась в духовной академии, постригся в монашество с именем Димитрий.
В 1899 году окончил Киевскую Духовную Академию со степенью кандидата богословия за сочинение на тему на тему: «Учение апостола Павла о язычестве».
В 1900 году назначен миссионером-проповедником в Новонямецком Вознесенском мужском монастыре Кишинёвской епархии.
В 1901 году назначен смотрителем Единецкого духовного училища.
В декабре 1902 года переведён в той же должности в Киево-Софийское духовное училище.
В 1904 году возведён в сан архимандрита.
17 октября 1910 года ему Высочайше повелено быть епископом Уманским, четвёртым викарием Киевской епархии.
30 октября в зале заседаний Святейшего Синода происходило состоялось наречение архимандрита Димитрия во епископа Уманского, четвертого викария Киевской епархии. Чин наречения совершили: митрополит Киевский Флавиан (Городецкий), архиепископ Ярославский Тихон (Беллавин), архиепископ Ставропольский Агафодор (Преображенский), епископ Нижегородский Иоаким (Левицкий), епископ Рижский Иоанн (Смирнов) и епископ Минский Михаил (Темнорусов).
31 октября в Свято-Троицком соборе Александро-Невской Лавры совершена была хиротония архимандрита Димитрия во епископа Уманского. Чин хиротонии совершили: митрополит Киевский Флавиан (Городецкий), архиепископ Варшавский Николай (Зиоров), архиепископ Ярославский Тихон (Беллавин), архиепископ Псковский Арсений (Стадницкий), архиепископ Ставропольский Агафодор (Преображенский), епископ Нижегородский Иоаким (Левицкий), епископ Минский Михаил (Темнорусов), епископ Рижский Иоанн (Смирнов), епископ Холмский Евлогий (Георгиевский), епископ Гомельский Митрофан (Краснопольский).
Будучи епископм Уманским, служил настоятелем киевского Николо-Пустынного монастыря.
С 30 июня 1917 года глава комиссии, образованной Киевской епархиальной радой для подготовки Всеукраинского Православного Церковного Собора. Вышел из комиссии после объявления Синода Русской Православной Церкви о нежелательности созыва ВПЦС ввиду ожидавшегося в августе того же года открытия Поместного Собора Православной Российской Церкви 1917—1918 годов.
В конце 1917 года получил предложение возглавить организованную сторонниками автокефалии Всеукраинскую Православную Церковную Раду, но отказался, усмотрев в ее деятельности покушение на канонический строй Церкви. 21 декабря Всеукраинская Православная Церковная Рада потребовала от митрополита Киевского и Галицкого Владимира (Богоявленского) покинуть Киев, передав управление одному из викариев-украинцев: епископу Димитрию или епископу Василию (Богдашевскому).
19 мая 1918 года на выборах митрополита Киевского и Галицкого епископ Димитрий, бывший 4-й викарием епархии, набрал 117 из 284 голосов. Победитель же, митрополит Харьковский Антоний (Храповицкий), получил поддержку 164 делегатов.
В 1919 году, возможно, управлял Екатеринославской епархией. По другим данным, по указу Временного высшего церковного управления на Юго-Востоке России 26 ноября 1919 года назначен на Кубанскую и Екатеринодарскую кафедру с возведением в сан архиепископа. Согласно данным Н. В. Кияшко, епископ Димитрий не прибыл в г. Екатеринодар, а временное управление Кубанской епархией принял митрополит Антоний (Храповицкий).
С 1921 года — епископ Белоцерковский и Сквирский, викарий Киевской епархии, являлся настоятелем киевского Николо-Пустынного монастыря.
Согласно распоряжению митрополита Михаила от 22 января 1923 года, должен был стать управляющим Киевской епархией, если бы он, Михаил, был арестован (имя Димитрий значилось первым в списке возможных преемников).
В 1923 году владыка Димитрий был арестован и отправлен вначале в Бутырскую тюрьму, а затем переведён в лагерь города Ижмы Зырянского края.
По возвращении из ссылки стал епископом Уманским, викарием Киевской епархии.
В 1925 году возведён в сан архиепископа.
12 марта 1926 году подписал донесение украинских архиереев экзарху Украины митрополиту Михаилу (Ермакову) с одобрением мер церковного прещения, принятых Заместителем Патриаршего Местоблюстителя митрополитом Сергием (Страгородским) против организаторов григорианского раскола.
В марте 1929 года участвовал в отпевании в Киеве в Малом Софийском соборе экзарха Украины митрополита Киевского и Галицкого Михаила (Ермакова).
В апреле 1930 года назначен архиепископом Киевским.
Скончался 1 февраля 1932 года. Свою кончину предсказал заранее, и сам читал канон на исход души. Отпевание в церкви Киево-Никольского монастыря возглавил митрополит Одесский Анатолий (Грисюк). Был похоронен на кладбище Аскольдова могила возле Свято-Никольского монастыря. После уничтожения кладбища в 1937 году гроб с телом архипастыря был перезахоронен на Лукьяновском кладбище. Могила находится неподалёку от храма вмч. Екатерины.

## Публикации
- О современных стремлениях к свободе личности : Речь, произнес. в общ. годич. собр. чл. Киев. Св.-Владим. братства ревнителей православия 2 марта 1903 г. / Иером. Димитрий A 283/316 Киев : Св.-Владим. братство, 1904
- «Значение личного усовершенствования для общественной жизни», 1905
- «Авторитет канонов» // «Церковь и народ», 1905
- «Значение монастырей для православно-русского народа», 1909
- Начальная школа для православно-русского народа / Архим. Димитрий V 114/205 Киев : тип. Имп. Ун-та св. Владимира, 1909
- Самоубийства, как печальное явление нашего времени / Архим. Димитрий M 86/731, Киев : тип. Имп. ун-та св. Киев : тип. Имп. ун-та св. Владимира, 1910
- Речь при наречении его во епископа Уманского // «Прибавление к Церковным Ведомостям» 1910, № 45, с. 1891.